# Alba de Tormes
Alba de Tormes és un municipi de la província de Salamanca, a la comunitat autònoma de Castella i Lleó. Limita al N amb Garcihernández, a l'E amb Aldeaseca de Alba,al SE amb Navales, al S amb Encinas de Arriba, al SO amb Martinamor, i a l'O amb Terradillos.